# حديقة بولينو الوطنية

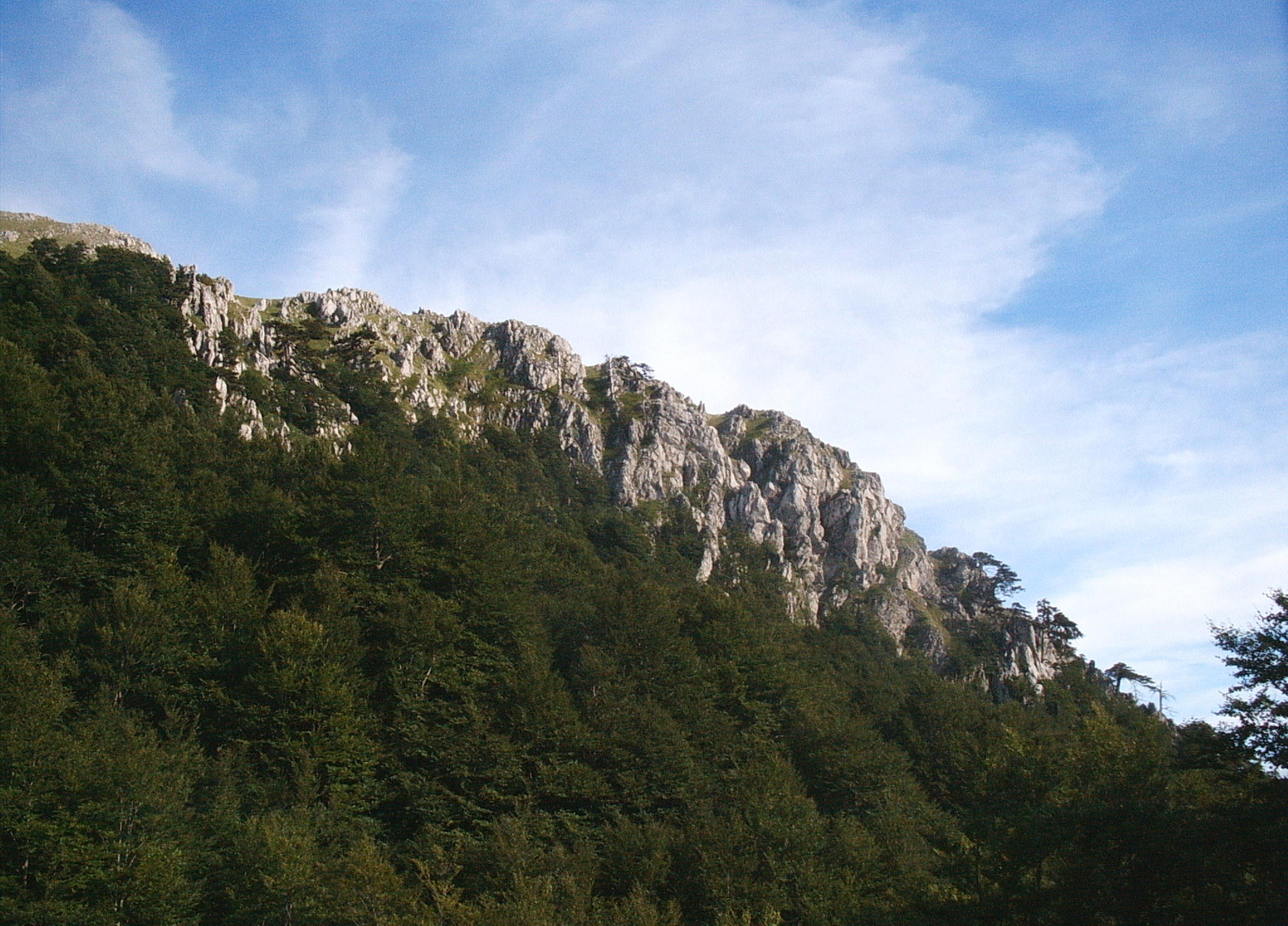
مشهد من الحديقة

حديقة بولينو الوطنية (بالإيطالية: Parco nazionale del Pollino)‏ هي حديقة وطنية في بازيليكاتا وكالابريا بجنوب إيطاليا. تقع ضمن مقاطعات كوزنسا وماتيرا وبوتنسا بمساحة 1820 كم2 وهي أكبر حديقة طبيعية في البلاد. تأخذ اسمها من كتلة بولينو الجبلية (أعلى قمة فيها 2267 م).